# Georg von Guenther
Georg Richard von Guenther (* 21. Juni 1858 in Berlin; † 30. Mai 1942 in Dresden-Weißer Hirsch) war ein deutscher Verwaltungsbeamter.

## Herkunft
Seine Eltern waren der Oberpräsident von Posen William Barstow von Guenther (* 8. März 1815; † 13. September 1892) und dessen Ehefrau Klara Jebens (* 26. Juni 1828; † 4. April 1912). Der spätere schlesische Oberpräsident Hans Lauchlan von Guenther war sein Bruder.

## Leben
Georg von Guenther studierte an der Ruprecht-Karls-Universität Heidelberg Rechtswissenschaften. 1876 wurde er Mitglied des Corps Saxo-Borussia Heidelberg. Nach Abschluss des Studiums und Promotion zum Dr. jur. wurde er 1879 Gerichtsreferendariat. 1881 wurde er nobilitiert. 1884 bestand er das Regierungsassessor-Examen. Von 1886 bis 1892 war er Landrat des Landkreises Fraustadt. Während seiner Landratszeit in Fraustadt ernannte ihn die Regierung Posen 1890 zum Regierungsrat.
Von Guenther wurde 1893 als Hilfsarbeiter in das Preußische Finanzministerium berufen. 1896 wurde er zum Geheimen Finanzrat und Vortragenden Rat ernannt, 1899 zum Geheimen Oberfinanzrat. 1903 erfolgte seine Ernennung zum Regierungspräsidenten des Regierungsbezirks Bromberg. 1910 wurde er mit der Ernennung zum Wirklichen Geheimen Oberregierungsrat ausgezeichnet. Zum 1. Juni 1917 wurde von Guenther aus dem Dienst entlassen. Anschließend lebte er in Berlin.